# Batería de litio-sulfuro
La batería de litio-azufre (batería Li-S) es una batería recargable, que destaca por su alta densidad de energía. En virtud del bajo peso atómico del litio y el peso moderado del azufre, las baterías de Li-S son relativamente ligeras, aproximadamente la densidad del agua. Se mostraron en el vuelo del avión impulsado por energía solar más largo y de mayor altitud, en agosto de 2008.
Las baterías de litio-azufre sucedieron a las iones de litio, debido a su mayor densidad de energía y reducción de costos en la utilización de azufre. En la actualidad las mejores baterías de Li-S ofrecen densidades de energía del orden de 500 W · h / kg, de manera significativa mejor que la mayoría de las baterías de iones de litio que se encuentran en el rango de 150 a 200. Se han mostrado baterías de Li-S con hasta 1500 ciclos de carga y descarga.